# Чушув
Чушув (на полски: Czuszów) е село в южна Полша, част от Прошовишки окръг в Малополско войводство. Населението му е около 706 души (2006).
Разположено е на 275 m надморска височина на Малополското възвишение, на 7 километра северно от Прошовице и на 34 километра североизточно от центъра на Краков.

## Известни личности
Родени в Чушув
- Юзеф Мария Бохенски (1902 – 1995), философ